# Marco Pórcio Catão Liciniano
Marco Pórcio Catão, cognominado Liciniano, foi o filho mais velho de Marco Pórcio Catão, o censor. Seu pai, depois de velho, se casou com a filha de um empregado e teve outro filho, também chamado de Marco Pórcio Catão (Marco Pórcio Catão Saloniano, o Velho), do qual descende Catão, o Jovem, contemporâneo de Júlio César.

## Família
Seu pai, Catão, o Velho, tinha como origem Túsculo; seu avô, que também se chamava Marco, era, segundo Catão, o Velho, um excelente soldado e seu bisavô havia recebido do estado, como prêmio por bravura, o valor de cinco cavalos, que ele havia matado em batalha. O cognome Catão (em latim, Cato) era dado pelos romanos a todo novo homem, ou seja, as pessoas cuja família não tinha distinção, mas que se tornavam famosas por méritos próprios; Cato queria dizer sábio e prudente.

## Infância e adolescência
Após o nascimento do filho, Catão, o Velho, não considerava nada mais importante do que estar presente quando sua esposa dava banho e cuidava do bebê, quando ele sempre estava perto. Sua mãe o amamentou, e também amamentou os filhos os escravos, para que estes tivessem um amor fraternal por Marco.
Marco aprendeu a ler com o pai, apesar dele ter um escravo, Chilo, que era professor, e ensinava vários garotos; Catão, o censor, não achava apropriado que seu filho fosse admoestado ou punido por um escravo se ele fosse lento em aprender, e nem queria ficar devendo a um escravo algo de valor tão inestimável quanto a educação. Marco aprendeu com o pai, também, atividades atléticas, como arremessar a lança, lutar com armadura, cavalgar, lutar boxe, aguentar calor e frio e nadar no Rio Tibre.

## Carreira militar
Marco, porém, tinha uma constituição mais frágil, mas se tornou um soldado valente, lutando brilhantemente sob Paulo Emílio contra Perseu. Durante a batalha, sua espada caiu da sua mão, ou por ter sido arrancada pelo inimigo, ou por ter escorregado por ele estar com a mão suada; ele conseguiu ajuda dos companheiros, avançou contra os inimigos, e após uma longa luta, encontrou a espada em baixo de uma pilha de armas e corpos.

## Casamento
Marco se casou com Tércia, filha de Paulo e irmã de Cipião, o Jovem; segundo Plutarco, a admissão de Marco nesta nobre família deveu-se mais aos méritos de Marco, o filho, do que a Catão, o pai.

## Segundo casamento de Catão, o Velho
Após a morte de sua mãe, seu pai, Catão, o Velho, ainda tinha apetite sexual. Marco morava com a esposa na mesma casa que o pai, e eles perceberam que Catão, o Velho, estava se relacionando sexualmente com uma escrava. Vendo que a situação era desagradável ao filho, Catão, o Velho, ao se encontrar com Salônio, que havia sido seu secretário, perguntou sobre a filha que Salônio tinha, e que estava em idade para se casar, se ela já havia arrumado um marido.
Salônio respondeu que não, e que ele não deveria arrumar um marido para a filha sem antes consultar seu patrão; Catão perguntou se seria aceitável que ela se casasse com um homem que, segundo Catão, não tinha nenhum defeito além da idade avançada. Salônio respondeu que Catão poderia prosseguir com o plano, ao que Catão respondeu que ele estava pedindo a filha em casamento para si.
Salônio ficou espantado, pois achava Catão muito velho para se casar, além disso, considerava-se muito humilde para casar sua filha com alguém que havia alcançado o consulado, mas, quando viu que Catão estava mesmo disposto, eles formalizaram o casamento.
Marco, porém, perguntou ao pai se ele estava se casando porque tinha algum problema com ele, mas Catão respondeu que a conduta do filho era admirável, e ele estava casando de novo de forma a dar a seu país outros filhos como ele.
Desta união nasceu Marco Pórcio Catão, chamado Saloniano, por causa do avô.

## Morte
Marco morreu quando era pretor e seu pai, Catão, o Velho, ainda era vivo. Ele escreveu o livro A Ciência da Lei, e teve um filho, chamado de Marco Pórcio Catão Neto (Marcus Cato Nepos), que foi um importante orador, cônsul com Quintus Marius Rex e morreu na África durante o seu consulado.